# Пробства Исландии
Пробства Исландии (исл. Prófastsdæmi Íslands) — структурные единицы (церковные округа) государственной евангелическо-лютеранской Церкви Исландии, объединяющая группу приходов находящихся в непосредственной территориальной близости друг от друга.
Церковь Исландии организована как единая епархия во главе с епископом Исландии (исл. Biskup Íslands), которая подразделяется на пробства (исл. prófastsdæmi) во главе с пробстами (исл. prófastur). В свою очередь пробства могут делиться на пресвитерские округа (исл. prestakall) возглавляемые приходским священником (исл. sóknarprestur), который управляет всеми приходами, церквями и службами своего округа. Приходы (исл. sókn или исл. kirkjusókn) состоят из одной или нескольких церквей, которые обслуживаются пресвитерами (исл. prestur).
После церковной реформы 2021 года, сократившей количество пробств, округов и приходов, церковь Исландии подразделяется на 9 пробств, объединяющих 66 пресвитерских округов с 262 приходами и 380 церквями.

## Пробство Западного Рейкьявика

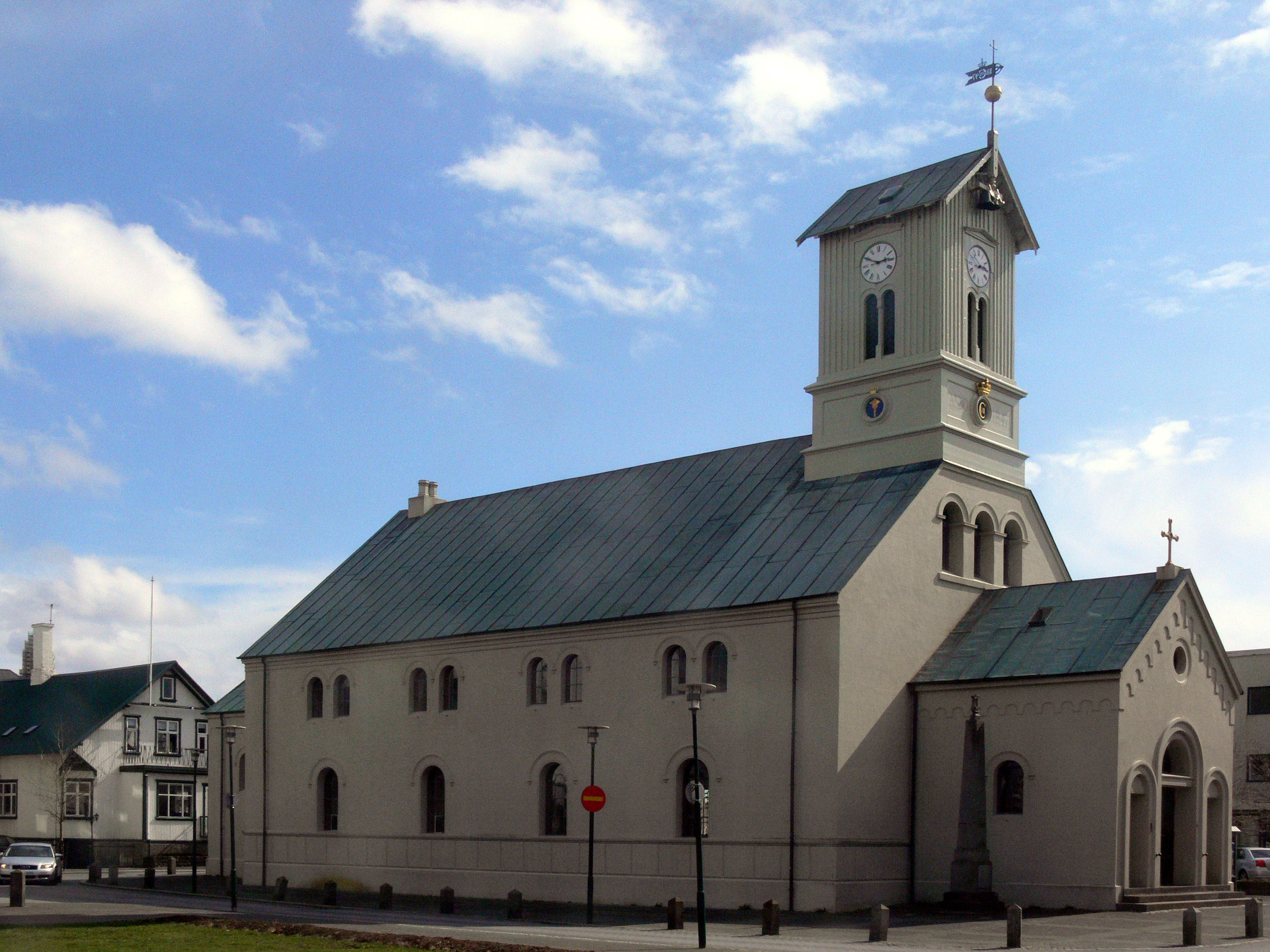
Кафедральный собор Рейкьявика

Кафедра пробста расположена в Хаутейгскиркье. Кроме приходов в западной части Рейкьявика пробство также окормляет церкви и часовни во всех тюрьмах и больницах столичного региона, а также молитвенные собрания в Гётенборге, Копенгагене, Осло и Лондоне.
В пробстве Западного Рейкьявика (исл. Reykjavíkurprófastsdæmi vestra) есть 7 пресвитерских округов и 10 приходов:
пресвитерский округ Фоссвогюра (исл. Fossvogsprestakall)
- приход Гренсауса (исл. Grensássókn) — приходская церковь Гренсаускиркья (исл. Grensáskirkja)[комментарий 1]
- приход Бустадира (исл. Bústaðasókn) — приходская церковь Бустадакиркья (исл. Bústaðakirkja)[комментарий 1]

пресвитерский округ Доумскиркьи (исл. Dómkirkjuprestakall)
- приход Доумскиркьи (исл. Dómkirkjusókn) — приходская церковь Доумскиркьюкиркьян (исл. Dómkirkjan)[комментарий 1]

пресвитерский округ Хадльгримскиркьи (исл. Hallgrímsprestakall)
- приход Хадльгримскиркьи (исл. Hallgrímssókn) — приходская церковь Хадльгримскиркья (исл. Hallgrímskirkja)[комментарий 1]

пресвитерский округ Хаутейгюра (исл. Háteigsprestakall)
- приход Хаутейгюра (исл. Háteigssókn) — приходская церковь Хаутейгскиркья (исл. Háteigskirkja)[комментарий 1]

пресвитерский округ Неса (исл. Nesprestakall)
- приход Неса (исл. Nessókn) — приходская церковь Нескиркья (исл. Neskirkja)[комментарий 1]

пресвитерский округ (исл. Laugardalsprestakall)
- приход Ауса (исл. Ássókn) — приходская церковь Аускиркья (исл. Áskirkja)[комментарий 1]
- приход Лаунгхольта (исл. Langholtssókn) — приходская церковь Лаунгхольтскиркья (исл. Langholtskirkja)[комментарий 1]
- приход Лёйгарнеса (исл. Laugarnessókn) — приходская церковь Лёйгарнескиркья (исл. Laugarneskirkja)[комментарий 1]

пресвитерский округ Сельтьяднарнеса (исл. Seltjarnarnesprestakall)
- приход Сельтьяднарнеса (исл. Seltjarnarnessókn) — приходская церковь Сельтьяднарнескиркья (исл. Seltjarnarneskirkja)[комментарий 1]

## Пробство Восточного Рейкьявика

Коупавогскиркья в приходе Кауранеса

Главной церковью пробства Восточного Рейкьявика (исл. Reykjavíkurprófastsdæmi eystra) является Брейдхольтскиркья в Брейдхольте, где расположена кафедра пробста. Самым маленьким приходом в пробстве является приход Гравархольта, а самым большим — приход в Брейдхольте.
В пробстве есть 8 пресвитерских округов и 10 приходов:
пресвитерский округ Аурбайра (исл. Árbæjarprestakall)
- приход Аурбайра (исл. Árbæjarsókn) — приходская церковь Аурбайяркиркья (исл. Árbæjarkirkja)[комментарий 1]

пресвитерский округ Кауранеса (исл. Kársnesprestakall)
- приход Кауранеса (исл. Kársnessókn) — приходская церковь Кауранескиркья (исл. Kársneskirkja)[комментарий 1]

пресвитерский округ Селя (исл. Seljaprestakall)
- приход Селя (исл. Seljasókn) — приходская церковь Сельякиркья (исл. Seljakirkja)[комментарий 1]

пресвитерский округ Линдира (исл. Lindaprestakall)
- приход Линдира (исл. Lindasókn) — приходская церковь Линдакиркья (исл. Lindakirkja)[комментарий 2]

пресвитерский округ Гравархольта (исл. Grafarholtsprestakall)
- приход Гравархольта (исл. Grafarholtssókn) — приходская церковь Гвюдридаркиркья (исл. Guðríðarkirkja)[комментарий 2]

пресвитерский округ Граварвогюра (исл. Grafarvogsprestakall)
- приход Граварвогюра (исл. Grafarvogssókn) — приходская церковь Граварвогскиркья (исл. Grafarvogskirkja)[комментарий 1]

пресвитерский округ Дигранеса и Хьядлара (исл. Digranes- og Hjallaprestakall)
- приход Дигранеса (исл. Digranessókn) — приходская церковь Дигранескиркья (исл. Digraneskirkja)[комментарий 1]
- приход Хьядлара (исл. Hjallasókn) — приходская церковь Хьядлакиркья (исл. Hjallakirkja)[комментарий 1]

пресвитерский округ Брейдхольта (исл. Breiðholtsprestakall)
- приход Брейдхольта (исл. Breiðholtssókn) — приходская церковь Брейдхольтскиркья (исл. Breiðholtskirkja)[комментарий 1]
- приход Федля и Хоулара (исл. Fella- og Hólasókn) — приходская церковь Федлакиркья (исл. Fellakirkja)[комментарий 1]

## Пробство Кьяларнеса

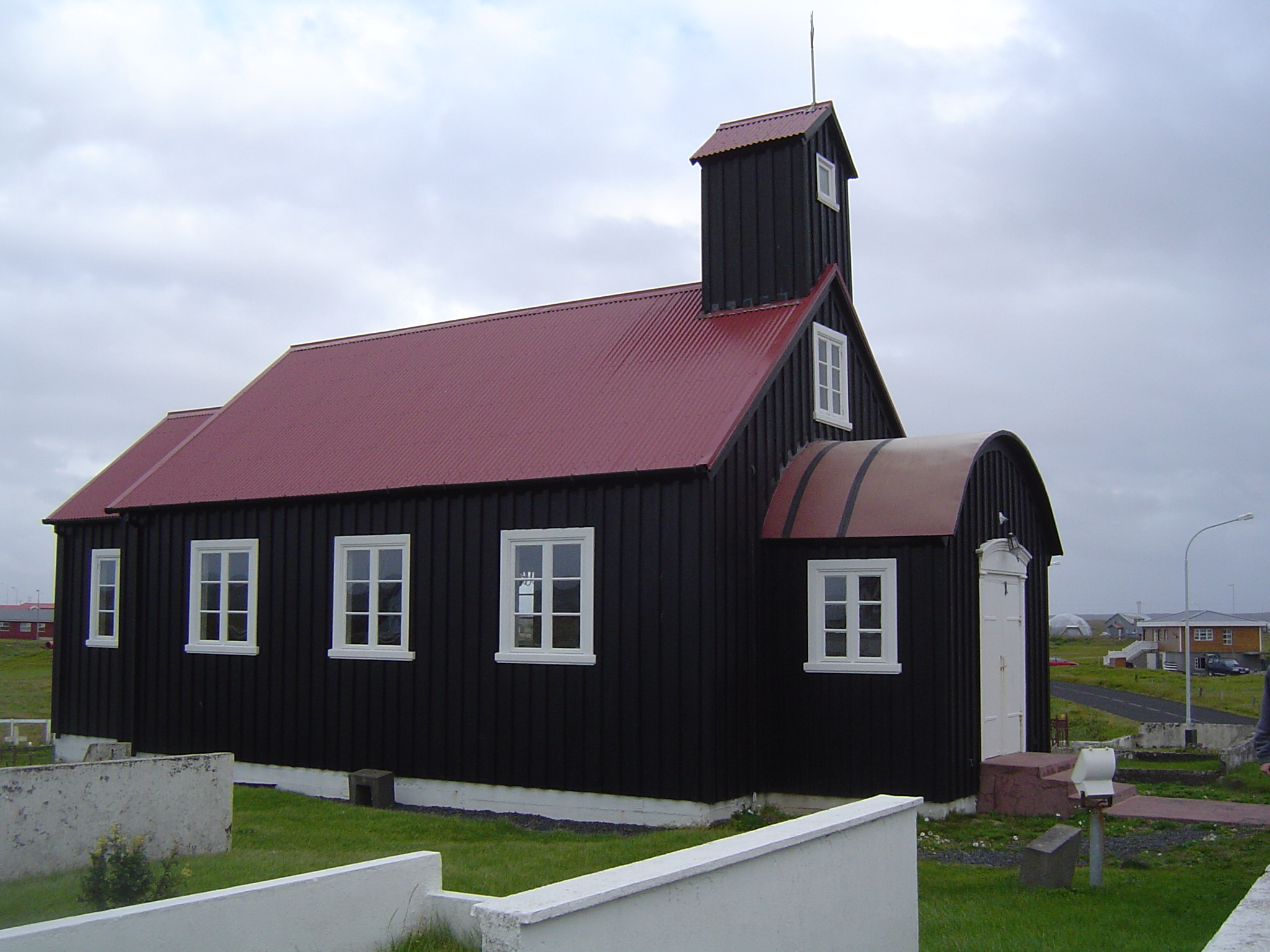
Киркьювогскиркья в Хабнире

Главной церковью пробства Кьяларнеса (исл. Kjalarnessprófastsdæmi) является Хабнарфьярдаркиркья в Хабнарфьордюре, где расположена кафедра пробста. Самым маленьким приходом в пробстве является приход в Хабнире, а самым большим — Хабнарфьордюре.
В пробстве есть 9 пресвитерских округов и 16 приходов:
пресвитерский округ Гардюра (исл. Garðaprestakall)
- приход Бессастадира (исл. Bessastaðasókn) — приходская церковь Бессастадакиркья (исл. Bessastaðakirkja)
- приход Гардабайра (исл. Garðasókn) — приходская церковь Видалинскиркья (исл. Vídalínskirkja)

пресвитерский округ Гриндавика (исл. Grindavíkurprestakall)
- приход Гриндавика (исл. Grindavíkursókn) — приходская церковь Гриндавикюркиркья (исл. Grindavíkurkirkja)

пресвитерский округ Хабнарфьордюра (исл. Hafnarfjarðarprestakall)
- приход Хабнарфьордюра (исл. Hafnarfjarðarsókn) — приходская церковь Хабнарфьярдаркиркья (исл. Hafnarfjarðarkirkja)

пресвитерский округ Кеблавика (исл. Keflavíkurprestakall)
- приход Кеблавика (исл. Keflavíkursókn) — приходская церковь Кеблавикюркиркья (исл. Keflavíkurkirkja)

пресвитерский округ Мосфедля (исл. Mosfellsprestakall)
- приход Лаугафедля (исл. Lágafellssókn) — приходская церковь Лаугафедльскиркья (исл. Lágafellskirkja)

пресвитерский округ Ньярдвика (исл. Njarðvíkurprestakall)
- приход Киркьювогюра (исл. Kirkjuvogssókn) — приходская церковь Киркьювогскиркья (исл. Kirkjuvogskirkja)
- приход Итри-Ньярдвика (исл. Ytri-Njarðvíkursókn) — приходская церковь Итри-Ньярдвикюркиркья (исл. Ytri-Njarðvíkurkirkja)
- приход Ньярдвика (исл. Njarðvíkursókn) — приходская церковь Ньярдвикюркиркья (исл. Njarðvíkurkirkja)

пресвитерский округ Рейниведлира (исл. Reynivallaprestakall)
- приход Рейниведлира (исл. Reynivallasókn) — приходская церковь Рейнивадлакиркья (исл. Reynivallakirkja)
- приход Брёйтархольта (исл. Brautarholtssókn) — приходская церковь Брёйтархольтскиркья (исл. Brautarholtskirkja)

пресвитерский округ Тьяднира (исл. Tjarnaprestakall)
- приход Аустьёдна (исл. Ástjarnarsókn) — приходская церковь Аустьяднаркиркья (исл. Ástjarnarkirkja)
- приход Каульфтатьёдна (исл. Kálfatjarnarsókn) — приходская церковь Каульфтатьяднаркиркья (исл. Kálfatjarnarkirkja)

пресвитерский округ Видистадира (исл. Víðistaðaprestakall)
- приход Видистадира (исл. Víðistaðasókn) — приходская церковь Видистадакиркья (исл. Víðistaðakirkja)

пресвитерский округ Утскаулара (исл. Útskálaprestakall)
- приход Утскаулара (исл. Útskálasókn) — приходская церковь Утскаулакиркья (исл. Útskálakirkja)
- приход Хвальнеса (исл. Hvalsnessókn) — приходская церковь Хвальнескиркья (исл. Hvalsneskirkja)

## Пробство Вестюрланда

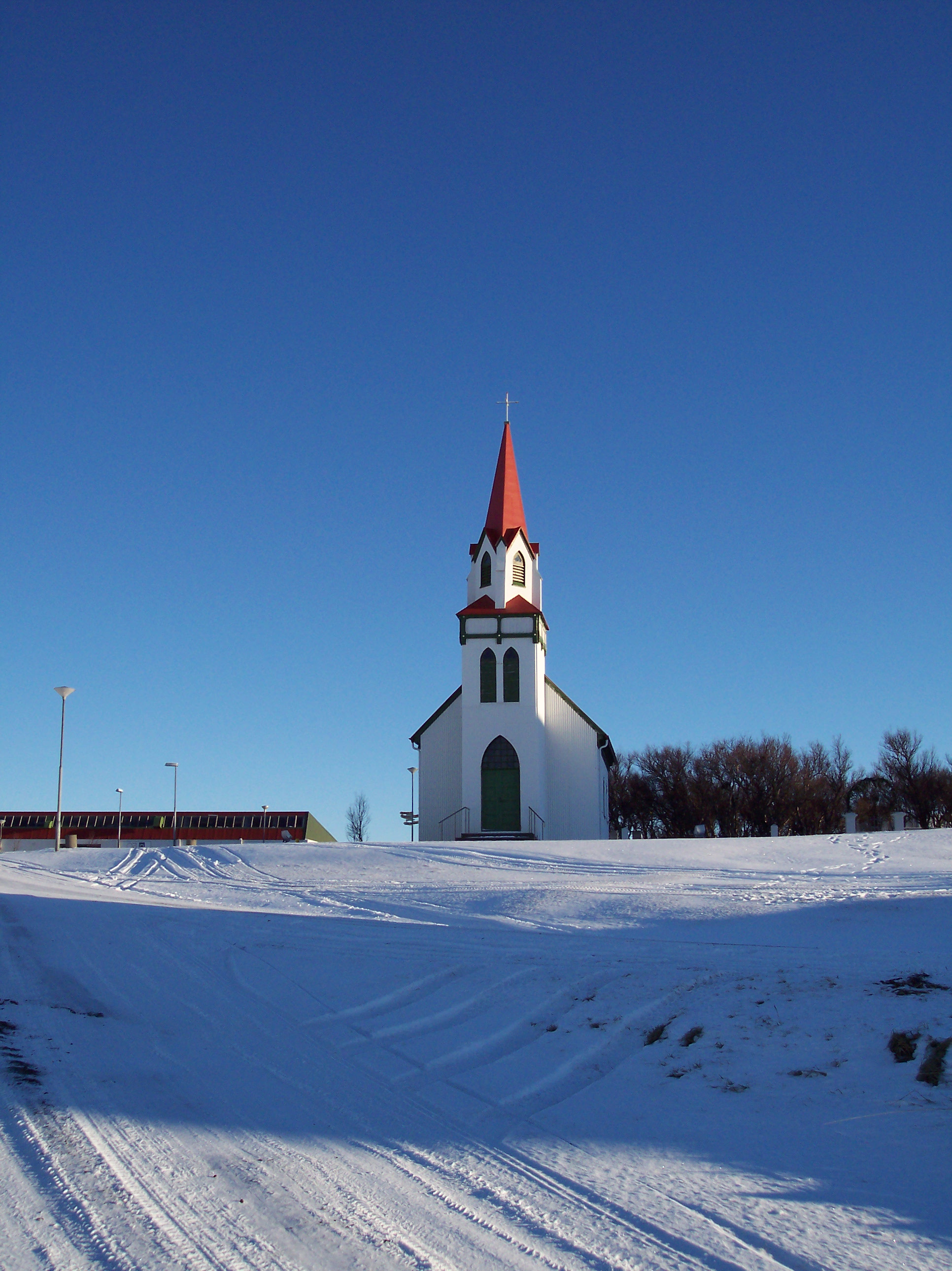
Хваннейраркиркья в приходе Хваннейри

Главной церковью пробства Вестюрланда (исл. Vesturlandsprófastsdæmi) является Боргаркиркья в Борге-ау-Мирюм на северо-западе от Боргарнеса, где расположена кафедра пробста.
В пробстве 9 пресвитерских округов и 40 приходов:
пресвитерский округ Боргарнеса (исл. Borgarprestakall)
- приход Акрара (исл. Akrasókn) — приходская церковь Акракиркья (исл. Akrakirkja )[комментарий 3]
- приход Аульфтанеса (исл. Álftanessókn) — приходская церковь Аульфтанескиркья (исл. Álftaneskirkja)[комментарий 4]
- приход Аульфтартунга (исл. Álftártungusókn) — приходская церковь Аульфтартунгюкиркья (исл. Álftártungukirkja)[комментарий 4]
- приход Боргарнеса (исл. Borgarnessókn) — приходская церковь Боргарнескиркья (исл. Borgarneskirkja)[комментарий 4]
- приход Борга (исл. Borgarsókn) — приходская церковь Боргаркиркья (исл. Borgarkirkja)[комментарий 4]

пресвитерский округ Гардара и Сёйрбайра (исл. Garða- og Saurbæjarprestakall)
- приход Акранеса (исл. Akranessókn) — приходская церковь Акранескиркья (исл. Akraneskirkja )[комментарий 4]
- приход Иннри-Хоульмюра (исл. Innra-Hólmssókn) — приходская церковь Иннра-Хоульмскиркья (исл. Innra-Hólmskirkja)[комментарий 4]
- приход Лейрау (исл. Leirársókn) — приходская церковь Лейрауркиркья (исл. Leirárkirkja)[комментарий 4]
- приход Сёйрбайера (исл. Saurbæjarsókn) — приходская церковь Сёйрбайяркиркья (исл. Saurbæjarkirkja)[комментарий 4]

пресвитерский округ Рейкхольта (исл. Reykholtsprestakall)
- приход Байера (исл. Bæjarsókn) — приходская церковь Байяркиркья (исл. Bæjarkirkja)[комментарий 4]
- приход Фитьяра (исл. Fitjasókn) — приходская церковь Фитьякиркья (исл. Fitjakirkja)[комментарий 4]
- приход Хваннейри (исл. Hvanneyrarsókn) — приходская церковь Хваннейраркиркья (исл. Hvanneyrarkirkja)[комментарий 4]
- приход Люндюра (исл. Lundarsókn) — приходская церковь Люндаркиркья (исл. Lundarkirkja)[комментарий 4]
- приход Рейкхольта (исл. Reykholtssókn) — приходская церковь Рейкхольтскиркья (исл. Reykholtskirkja)[комментарий 4]
- приход Сидюмули (исл. Síðumúlasókn) — приходская церковь Сидюмулакиркья (исл. Síðumúlakirkja)[комментарий 5]

пресвитерский округ Ставхольта (исл. Stafholtsprestakall)
- приход Хваммюра (исл. Hvammssókn) — приходская церковь Хваммскиркья (исл. Hvammskirkja)[комментарий 3]
- приход Нордтунга (исл. Norðtungusókn) — приходская церковь Нордтунгюкиркья (исл. Norðtungukirkja)[комментарий 3]
- приход Ставхольта (исл. Stafholtssókn) — приходская церковь Ставхольтскиркья (исл. Stafholtskirkja)[комментарий 3]

пресвитерский округ Далира (исл. Dalaprestakall)
- приход Хьярдархольта (исл. Hjarðarholtssókn) — приходская церковь Хьярдархольтскиркья (исл. Hjarðarholtskirkja)[комментарий 5]
- приход Хваммюра (исл. Hvammssókn) — приходская церковь Хваммскиркья (исл. Hvammskirkja)[комментарий 5]
- приход Квеннабрекка (исл. Kvennabrekkusókn) — приходская церковь Квеннабреккюкиркья (исл. Kvennabrekkukirkja)[комментарий 5]
- приход Скарда (исл. Skarðssókn) — приходская церковь Скардскиркья (исл. Skarðskirkja)[комментарий 6]
- приход Сноуксдалюра (исл. Snóksdalssókn) — приходская церковь Сноуксдалскиркья (исл. Snóksdalskirkja)[комментарий 5]
- приход Стадарфедля (исл. Staðarfellssókn) — приходская церковь Стадарфедльскиркья (исл. Staðarfellskirkja)[комментарий 5]
- приход Стори-Ватнсходна (исл. Stóra-Vatnshornssókn) — приходская церковь Стора-Ватнсходнскиркья (исл. Stóra-Vatnshornskirkja)[комментарий 5]

пресвитерский округ Оулафсвика и Ингьяльдсхольта (исл. Ólafsvíkur- og Ingjaldshólsprestakall)
- приход Оулафсвика (исл. Ólafsvíkursókn) — приходская церковь Оулафсвикюркиркья (исл. Ólafsvíkurkirkja)[комментарий 7]
- приход Ингьяльдсхольта (исл. Ingjaldshólssókn) — приходская церковь Ингьяльдсхольтскиркья (исл. Ingjaldshólskirkja)[комментарий 7]

пресвитерский округ Сетберга (исл. Setbergsprestakall)
- приход Сетберга (исл. Setbergssókn) — приходская церковь Грюндарфьярдаркиркья (исл. Grundarfjarðarkirkja)[комментарий 7]

пресвитерский округ Стадастадюра (исл. Staðastaðarprestakall)
- приход Будира (исл. Búðasókn) — приходская церковь Будакиркья (исл. Búðakirkja )[комментарий 7]
- приход Фаускрударбакки (исл. Fáskrúðarbakkasókn) — приходская церковь Фаускрударбаккакиркья (исл. Fáskrúðsbakkakirkja)[комментарий 7]
- приход Хедльнара (исл. Hellnasókn) — приходская церковь Хедльнакиркья (исл. Hellnakirkja)[комментарий 7]
- приход Кольбейнсстадира (исл. Kolbeinsstaðasókn) — приходская церковь Кольбейнсстадакиркья (исл. Kolbeinsstaðakirkja)[комментарий 7]
- приход Стадархрёйна (исл. Staðarhraunssókn) — приходская церковь Стадархрёйнскиркья (исл. Staðarhraunskirkja)[комментарий 3]
- приход Стадастадюра (исл. Staðastaðarsókn) — приходская церковь Стадастадаркиркья (исл. Staðastaðarkirkja)[комментарий 7]

пресвитерский округ Стиккисхоульмюра (исл. Stykkishólmsprestakall)
- приход Бьяднархёбна (исл. Bjarnarhafnarsókn) — приходская церковь Бьяднархабнаркиркья (исл. Bjarnarhafnarkirkja )[комментарий 7]
- приход Брейдабоульсстадюра (исл. Breiðabólsstaðarsókn) — приходская церковь Брейдабоульсстадакиркья (исл. Breiðabólsstaðarkirkja)[комментарий 5]
- приход Флатейя (исл. Flateyjarsókn) — приходская церковь Флатейяркиркья (исл. Flateyjarkirkja)[комментарий 6]
- приход Хельгафедля (исл. Helgafellsókn) — приходская церковь Хельгафедльскиркья (исл. Helgafellskirkja)[комментарий 7]
- приход Нарфейри (исл. Narfeyrarsókn) — приходская церковь Нарфейраркиркья (исл. Narfeyrarkirkja)[комментарий 7]
- приход Стиккисхоульмюра (исл. Stykkishólmssókn) — приходская церковь Стиккисхоульмскиркья (исл. Stykkishólmskirkja)[комментарий 7]

## Пробство Вестфирдира

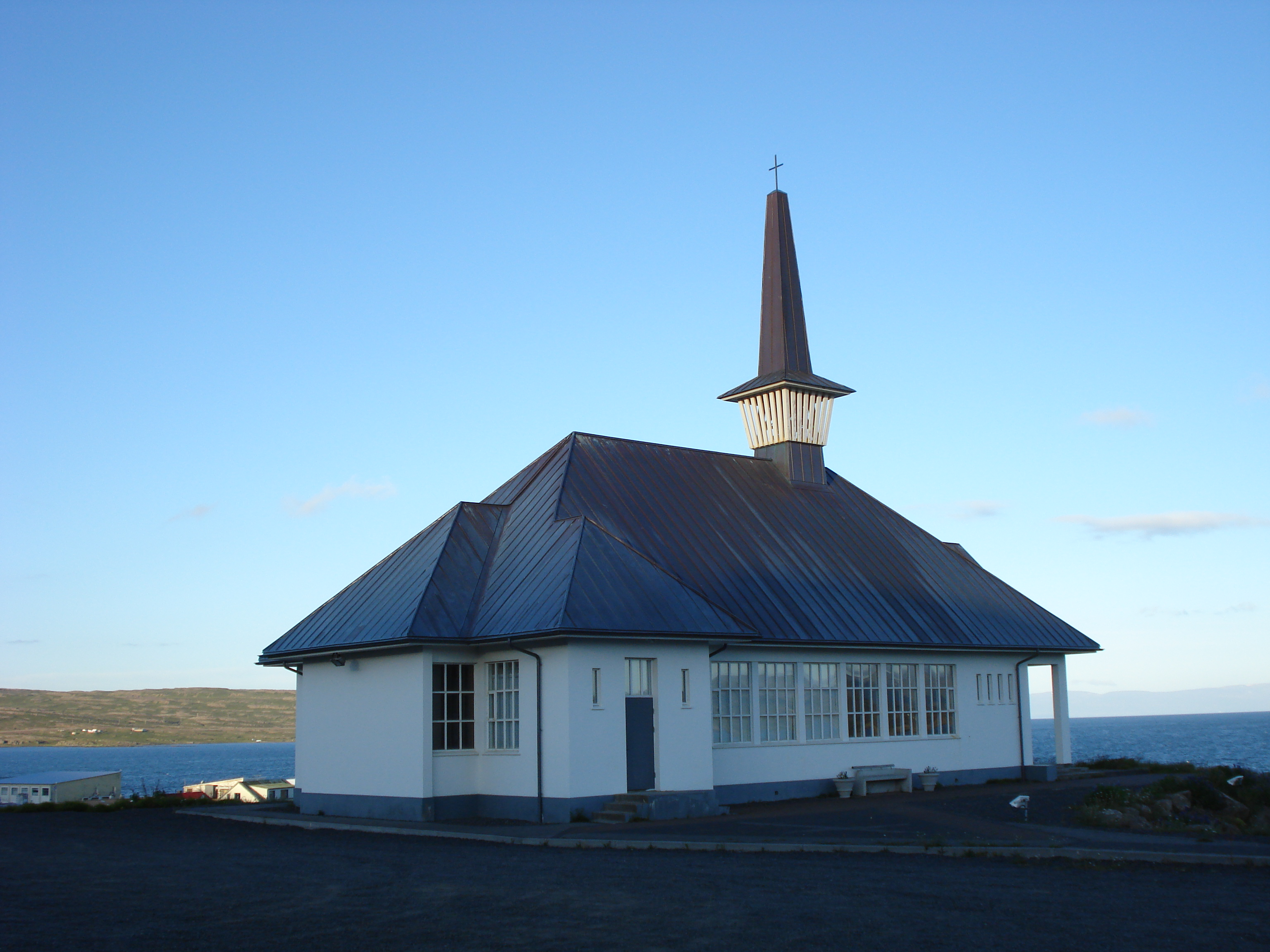
Хоульмавикюркиркья в Хоульмавике

Главной церковью пробства Вестфирдира (исл. Vestfjarðaprófastsdæmi) является Исафьярдаркиркья в Исафьордюре, где расположена кафедра пробста.
В пробстве есть 3 пресвитерских округа и 34 прихода:
пресвитерский округ Брейда-фьорда и Страндира (исл. Breiðafjarðar- og Strandaprestakall)
- приход Аурнеса (исл. Árnessókn) — приходская церковь Аурнескиркья (исл. Árneskirkja)[комментарий 8]
- приход Драунгснеса (исл. Drangsnessókn) — приходская церковь Драунгснескиркья (исл. Drangsneskirkja)[комментарий 8]
- приход Гарпсдалюра (исл. Garpsdalssókn) — приходская церковь Гарпсдальскиркья (исл. Garpsdalskirkja)[комментарий 6]
- приход Гювюдалюра и Рейкхоулара (исл. Gufudals- og Reykhólasókn) — приходская церковь Рейкхоулакиркья (исл. Reykhólakirkja)[комментарий 6]
- приход Хоульмавика (исл. Hólmavíkursókn) — приходская церковь Хоульмавикюркиркья (исл. Hólmavíkurkirkja)[комментарий 8]
- приход Кальдрананеса (исл. Kaldrananessókn) — приходская церковь Кальдрананескиркья (исл. Kaldrananeskirkja)[комментарий 8]
- приход Кодла-фьорда (исл. Kollafjarðarnessókn) — приходская церковь Кодлафьярдаркиркья (исл. Kollafjarðarneskirkja)[комментарий 8]
- приход Мельграсейри (исл. Melgraseyrarsókn) — приходская церковь Мельграсейраркиркья (исл. Melgraseyrarkirkja)[комментарий 9]
- приход Нёйтейри (исл. Nauteyrarsókn) — приходская церковь Нёйтейраркиркья (исл. Nauteyrarkirkja)[комментарий 9]
- приход Оуспаксейри (исл. Óspakseyrarsókn) — приходская церковь Оуспаксейраркиркья (исл. Óspakseyrarkirkja)[комментарий 8]
- приход Стадархоудля (исл. Staðarhólssókn) — приходская церковь Стадархоульскиркья (исл. Staðarhólskirkja)[комментарий 6]

пресвитерский округ Исафьордюраа (исл. Ísafjarðarprestakall)
- приход Флатейри (исл. Flateyrarsókn) — приходская церковь Флатейраркиркья (исл. Flateyrarkirkja)[комментарий 9]
- приход Хольта (исл. Holtssókn) — приходская церковь Хольтскиркья (исл. Holtskirkja)[комментарий 9]
- приход Хоудля (исл. Hólssókn) — приходская церковь Хоульскиркья (исл. Hólskirkja)
- приход Храбнсейри (исл. Hrafnseyrarsókn) — приходская церковь Храбнсейраркиркья (исл. Hrafnseyrarkirkja)[комментарий 9]
- приход Исафьордюра (исл. Ísafjarðarsókn) — приходская церковь Исафьярдаркиркья (исл. Ísafjarðarkirkja)[комментарий 9]
- приход Киркьюболя(исл. Kirkjubólssókn) — приходская церковь Киркьюбольскиркья (исл. Kirkjubólskirkja)[комментарий 9]
- приход Мирара (исл. Mýrasókn) — приходская церковь Миракиркья (исл. Mýrakirkja)[комментарий 9]
- приход Нупюра (исл. Núpssókn) — приходская церковь Нупскиркья (исл. Núpskirkja)[комментарий 9]
- приход Стадюра (исл. Staðarsókn) — приходская церковь Стадаркиркья (исл. Staðarkirkja)[комментарий 9]
- приход Судавика (исл. Súðavíkursókn) — приходская церковь Судавикюркиркья (исл. Súðavíkurkirkja)[комментарий 9]
- приход Сайболя (исл. Sæbólssókn) — приходская церковь Сайбольскиркья (исл. Sæbólskirkja)[комментарий 9]
- приход Унадсдалюра (исл. Unaðsdalssókn) — приходская церковь Унадсдальскиркья (исл. Unaðsdalskirkja)[комментарий 9]
- приход Тингейри (исл. Þingeyrarsókn) — приходская церковь Тингейраркиркья (исл. Þingeyrarkirkja)[комментарий 9]

пресвитерский округ Патрексфьордюра (исл. Patreksfjarðarprestakall)
- приход Бильдюдалюра (исл. Bíldudalssókn) — приходская церковь Бильдюдальскиркья (исл. Bíldudalskirkja)[комментарий 6]
- приход Брейдавика (исл. Breiðavíkursókn) — приходская церковь Брейдавикюркиркья (исл. Breiðavíkurkirkja)[комментарий 6]
- приход Брьяунслайкюра(исл. Brjánslækjarsókn) — приходская церковь Брьяунслайкьяркиркья (исл. Brjánslækjarkirkja)[комментарий 6]
- приход Хайи (исл. Hagasókn) — приходская церковь Хагакиркья (исл. Hagakirkja)
- приход Патрексфьордюра (исл. Patreksfjarðarsókn) — приходская церковь Патрексфьярдаркиркья (исл. Patreksfjarðarkirkja)[комментарий 6]
- приход Сёйдлёйксдалюра (исл. Sauðlauksdalssókn) — приходская церковь Сёйдлёйксдальскиркья (исл. Sauðlauksdalskirkja)[комментарий 6]
- приход Сёйрбайра (исл. Saurbæjarsókn) — приходская церковь Сёйрбайяркиркья (исл. Saurbæjarkirkja)[комментарий 6]
- приход Стоури-Лёйгардалюра (исл. Stóra-Laugardalssókn) — приходская церковь Стоура-Лёйгардальскиркья (исл. Stóra-Laugardalskirkja)[комментарий 6]

## Пробство Хунаватна и Скага-фьорда

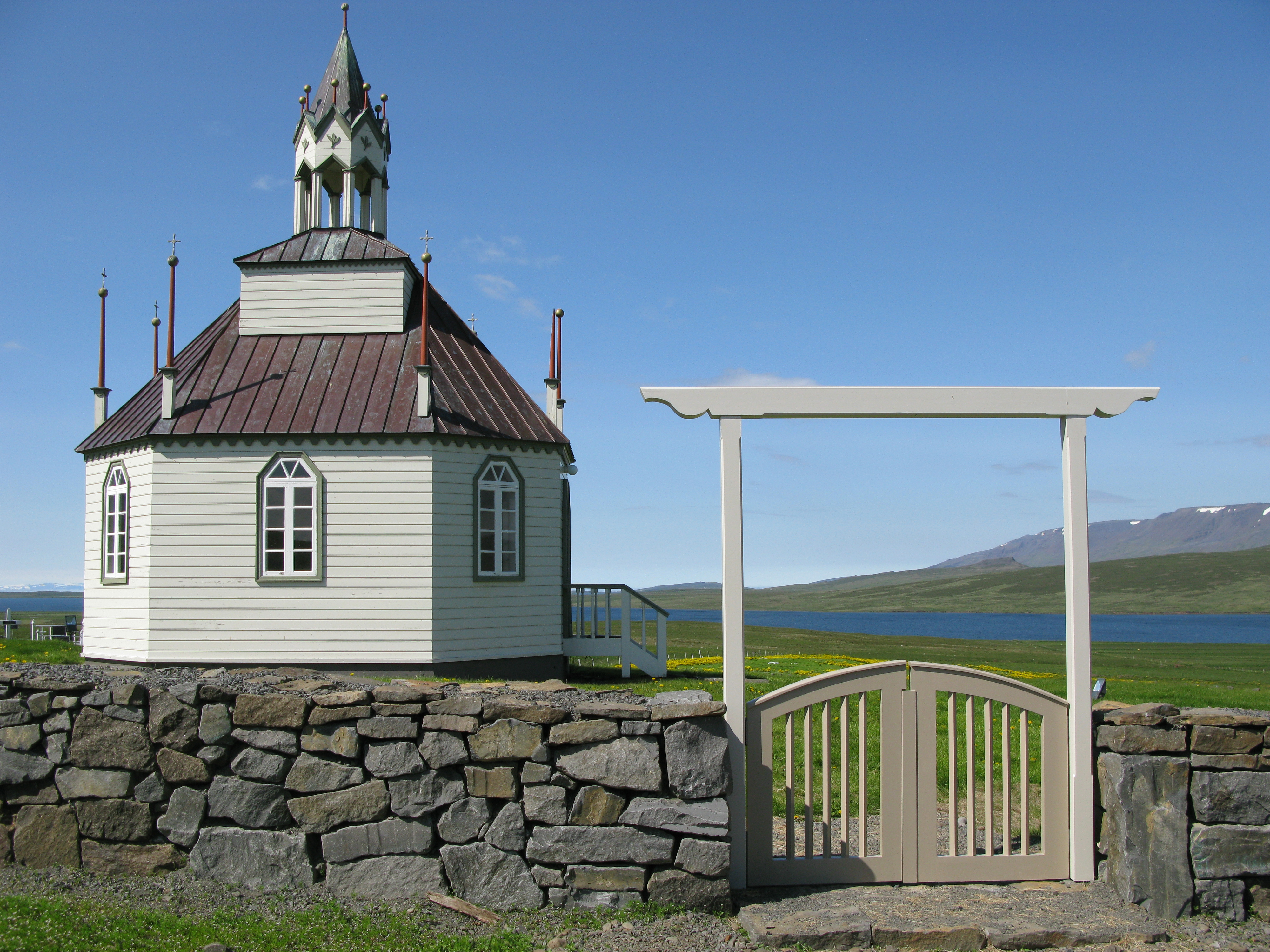
Эйдкулюкиркья возле Свинаватн

Кафедра пробста расположена в Миклабайяркиркье в Вармахлиде. В пробстве Хунаватна и Скага-фьорда (исл. Húnavatns- og Skagafjarðarprófastsdæmi) есть 5 пресвитерских округов и 39 приходов:
пресвитерский округ Глёймбайраа (исл. Glaumbæjarprestakall)
- приход Глёймбайра (исл. Glaumbæjarsókn) — приходская церковь Глёймбайяркиркья (исл. Glaumbæjarkirkja)[комментарий 10]
- приход Рейнистадюра (исл. Reynistaðarsókn) — приходская церковь Рейнистадаркиркья (исл. Reynistaðarkirkja )[комментарий 10]
- приход Рипюра (исл. Rípursókn) — приходская церковь Рипюркиркья (исл. Rípurkirkja )[комментарий 10]
- приход Видимири (исл. Víðimýrarsókn) — приходская церковь Видимираркиркья (исл. Víðimýrarkirkja)[комментарий 10]

пресвитерский округ Хофсоуса и Хоулара (исл. Hofsós- og Hólaprestakall)
- приход Барда (исл. Barðssókn) — приходская церковь Бардскиркья (исл. Barðskirkja )[комментарий 10]
- приход Федля (исл. Fellssókn) — приходская церковь Федльскиркья (исл. Fellskirkja)[комментарий 10]
- приход Хофсоуса (исл. Hofsóssókn) — приходская церковь Хофсоускиркья (исл. Hofsóskirkja)[комментарий 10]
- приход Хофа (исл. Hofssókn) — приходская церковь Хофскиркья (исл. Hofskirkja)[комментарий 10]
- приход Хоулара (исл. Hólasókn) — приходская церковь Хоулакиркья (исл. Hólakirkja)[комментарий 10]
- приход Видвика (исл. Viðvíkursókn) — приходская церковь Видвикюркиркья (исл. Viðvíkurkirkja)[комментарий 10]

пресвитерский округ Хунаватна (исл. Húnavatnsprestakall)
- приход Эйдкула (исл. Auðkúlusókn) — приходская церковь Эйдкулюкиркья (исл. Auðkúlukirkja)[комментарий 11]
- приход Бергстадюр (исл. Bergstaðasókn) — приходская церковь Бергстадакиркья (исл. Bergstaðakirkja)[комментарий 11]
- приход Блёндюоуса (исл. Blönduóssókn) — приходская церковь Блёндюоускиркья (исл. Blönduóskirkja)[комментарий 11]
- приход Боульстадархлида (исл. Bólstaðarhlíðarsókn) — приходская церковь Боульстадархлидаркиркья (исл. Bólstaðarhlíðarkirkja)[комментарий 11]
- приход Брейдабоульстадюра (исл. Breiðabólstaðarsókn) — приходская церковь Брейдабоульстадаркиркья (исл. Breiðabólstaðarkirkja)[комментарий 11]
- приход Хофа (исл. Hofssókn) — приходская церковь Хофскиркья (исл. Hofskirkja)[комментарий 11]
- приход Хольтастадюра (исл. Holtastaðasókn) — приходская церковь Хольтастадакиркья (исл. Holtastaðakirkja)[комментарий 11]
- приход Хвамстаунги (исл. Hvammstangasókn) — приходская церковь Хвамстаунгакиркья (исл. Hvammstangakirkja)[комментарий 11]
- приход Хёвди (исл. Höfðasókn) — приходская церковь Хёвдакиркья (исл. Höfðakirkja)[комментарий 11]
- приход Хёскюльдсстадира (исл. Höskuldsstaðasókn) — приходская церковь Хёскюльдсстадакиркья (исл. Höskuldsstaðakirkja)[комментарий 11]
- приход Мельстадюра (исл. Melstaðarsókn) — приходская церковь Мельстадаркиркья (исл. Melstaðarkirkja)[комментарий 11]
- приход Престсбакки (исл. Prestsbakkasókn) — приходская церковь Престсбаккакиркья (исл. Prestsbakkakirkja)[комментарий 11]
- приход Стадарбакки (исл. Staðarbakkasókn) — приходская церковь Стадарбаккакиркья (исл. Staðarbakkakirkja)[комментарий 11]
- приход Стадюра (исл. Staðarsókn) — приходская церковь Стадаркиркья (исл. Staðarkirkja)[комментарий 11]
- приход Свинаватна (исл. Svínavatnssókn) — приходская церковь Свинаватнскиркья (исл. Svínavatnskirkja)[комментарий 11]
- приход Трьёдна (исл. Tjarnarsókn) — приходская церковь Тьяднаркиркья (исл. Tjarnarkirkja)[комментарий 11]
- приход Ундирфедля (исл. Undirfellssókn) — приходская церковь Ундирфедльскиркья (исл. Undirfellskirkja)[комментарий 11]
- приход Видидальстунга (исл. Víðidalstungusókn) — приходская церковь Видидальстунгюкиркья (исл. Víðidalstungukirkja)[комментарий 11]
- приход Тингейри (исл. Þingeyrasókn) — приходская церковь Тингейраклёйстюрскиркья (исл. Þingeyraklausturskirkja)[комментарий 11]

пресвитерский округ Миклабайра (исл. Miklabæjarprestakall)
- приход Флюгюмири (исл. Flugumýrarsókn) — приходская церковь Флюгюмираркиркья (исл. Flugumýrarkirkja)[комментарий 10]
- приход Годдалира (исл. Goðdalasókn) — приходская церковь Годдалакиркья (исл. Goðdalakirkja)[комментарий 10]
- приход Хофсстадир (исл. Hofsstaðasókn) — приходская церковь Хофсстадакиркья (исл. Hofsstaðakirkja)[комментарий 10]
- приход Миклабайр (исл. Miklabæjarsókn) — приходская церковь Миклабайяркиркья (исл. Miklabæjarkirkja)[комментарий 10]
- приход Майлифедля(исл. Mælifellssókn) — приходская церковь Майлифедльскиркья (исл. Mælifellskirkja)[комментарий 10]
- приход Рейкира (исл. Reykjasókn) — приходская церковь Рейкьякиркья (исл. Reykjakirkja)[комментарий 10]
- приход Сильфрастадира (исл. Silfrastaðasókn) — приходская церковь Сильфрастадакиркья (исл. Silfrastaðakirkja)[комментарий 10]

пресвитерский округ Сёйдауркроукюра (исл. Sauðárkróksprestakall)
- приход Хваммюра (исл. Hvammssókn) — приходская церковь Хваммскиркья (исл. Hvammskirkja )[комментарий 10]
- приход Кета (исл. Ketusókn) — приходская церковь Кетюкиркья (исл. Ketukirkja )[комментарий 10]
- приход Сёйдауркроукюра (исл. Sauðárkrókssókn) — приходская церковь Сёйдауркроукскиркья (исл. Sauðárkrókskirkja)[комментарий 10]

## Пробство Эйя-фьорда и Тингейя

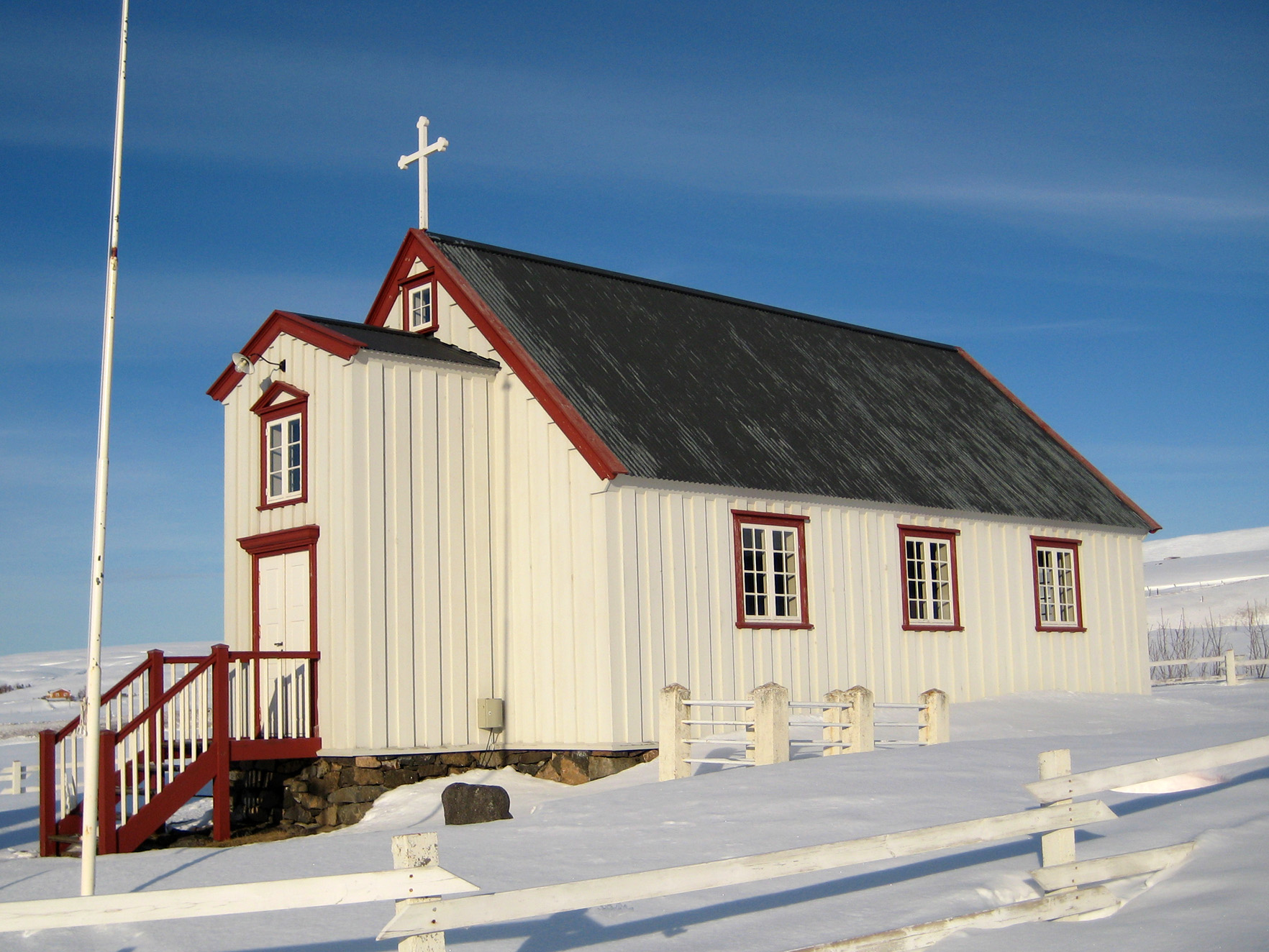
Вадлакиркья в Сварвадардалюр

Пробство Эйя-фьорда и Тингейя (исл. Eyjafjarðar- og Þingeyjarprófastsdæmi) было создано в конце 2010 года путем объединения пробств Эйя-фьорда и Тингейя. Главной церковью пробства является Акюрейраркиркья, где расположена кафедра пробста.
В пробстве насчитывается 10 пресвитерских округов и 35 приходов:
пресвитерский округ Сиглюфьордюра (исл. Siglufjarðarprestakall)
- приход Сиглюфьордюра (исл. Siglufjarðarsókn) — приходская церковь Сиглюфьярдаркиркья (исл. Siglufjarðarkirkja)[комментарий 12]

пресвитерский округ Акюрейри (исл. Akureyrar- og Laugalandsprestakall)
- приход Акюрейри (исл. Akureyrarsókn) — приходская церковь Акюрейраркиркья (исл. Akureyrarkirkja)[комментарий 13]
- приход Грюнда (исл. Grundarsókn) — приходская церковь Грюндаркиркья (исл. Grundarkirkja)[комментарий 13]
- приход Хоулара (исл. Hólasókn) — приходская церковь Хоулакиркья (исл. Hólakirkja)[комментарий 13]
- приход Мункатверау (исл. Munkaþverársókn) — приходская церковь Мункатверауркиркья (исл. Munkaþverárkirkja)[комментарий 13]
- приход Кёйпаунгюра (исл. Kaupangssókn) — приходская церковь Кёйпаунгскиркья (исл. Kaupangskirkja)[комментарий 13]
- приход Мёдрювадлира (исл. Möðruvallasókn) — приходская церковь Мёдрювадлакиркья (исл. Möðruvallakirkja)[комментарий 13]
- приход Сёйрбайра (исл. Saurbæjarsókn) — приходская церковь Сёйрбайяркиркья (исл. Saurbæjarkirkja)[комментарий 13]

пресвитерский округ Дальвика (исл. Dalvíkurprestakall)
- приход Дальвика (исл. Dalvíkursókn) — приходская церковь Дальвикюркиркья (исл. Dalvíkurkirkja)[комментарий 13]
- приход Мидгардара (исл. Miðgarðasókn) — приходская церковь Мидгардакиркья (исл. Miðgarðakirkja)[комментарий 13]
- приход Хрисейя (исл. Hríseyjarsókn) — приходская церковь Хрисейяркиркья (исл. Hríseyjarkirkja)[комментарий 13]
- приход Стайрри-Аурскоугюра (исл. Stærri-Árskógssókn) — приходская церковь Стайрри-Аурскоугскиркья (исл. Stærri-Árskógskirkja)[комментарий 13]
- приход Мёдрювадлаклёйстюра (исл. Möðruvallaklausturssókn) — приходская церковь Мёдрювадлаклёйстюрскиркья (исл. Möðruvallaklausturskirkja)[комментарий 13]

пресвитерский округ Глерау (исл. Glerárprestakall)
- приход Лёгмансхлида (исл. Lögmannshlíðarsókn) — приходская церковь Глерауркиркья (исл. Glerárkirkja)[комментарий 13]

пресвитерский округ Оулафсфьордюра (исл. Ólafsfjarðarprestakall)
- приход Оулафсфьордюра (исл. Ólafsfjarðarsókn) — приходская церковь Оулафсфьярдаркиркья (исл. Ólafsfjarðarkirkja)[комментарий 13]

пресвитерский округ Греньядарстадюра (исл. Grenjaðarstaðarprestakall)
- приход Эйнарсстадира (исл. Einarsstaðasókn) — приходская церковь Эйнарсстадакиркья (исл. Einarsstaðakirkja)[комментарий 14]
- приход Греньядарстадюра (исл. Grenjaðarstaðarsókn) — приходская церковь Греньядарстадаркиркья (исл. Grenjaðarstaðarkirkja)[комментарий 14]
- приход Нес (исл. Nessókn) — приходская церковь Нескиркья (исл. Neskirkja)[комментарий 14]
- приход Тоуродсстадюр (исл. Þóroddsstaðarsókn) — приходская церковь Тоуродсстадаркиркья (исл. Þóroddsstaðarkirkja)[комментарий 14]
- приход Тверау (исл. Þverársókn) — приходская церковь Тверауркиркья (исл. Þverárkirkja)[комментарий 14]

пресвитерский округ Хусавика (исл. Húsavíkurprestakall)
- приход Хусавик (исл. Húsavíkursókn) — приходская церковь Хусавикюркиркья (исл. Húsavíkurkirkja)[комментарий 14]

пресвитерский округ Лаунганеса и Скиннастадюра (исл. Langanes- og Skinnastaðarprestakall)
- приход Гардюра (исл. Garðssókn) — приходская церковь Гардскиркья (исл. Garðskirkja)[комментарий 14]
- приход Снартарстадира (исл. Snartarstaðasókn) — приходская церковь Снартарстадакиркья (исл. Snartarstaðakirkja)[комментарий 14]
- приход Скиннастадюра (исл. Skinnastaðarsókn) — приходская церковь Скиннастадаркиркья (исл. Skinnastaðarkirkja)[комментарий 14]
- приход Рёйвархёбна (исл. Raufarhafnarsókn) — приходская церковь Рёйвархабнаркиркья (исл. Raufarhafnarkirkja)[комментарий 14]
- приход Тоурсхёбна (исл. Þórshafnarsókn) — приходская церковь Тоурхабнаркиркья (исл. Þórshafnarkirkja)[комментарий 14]
- приход Свальбарда (исл. Svalbarðssókn) — приходская церковь Свальбардскиркья (исл. Svalbarðskirkja)[комментарий 13]

пресвитерский округ Лёйфауса (исл. Laufásprestakall)
- приход Хаульса (исл. Hálssókn) — приходская церковь Хаульскиркья (исл. Hálskirkja)[комментарий 14]
- приход Лёйфауса и Гренивика (исл. Laufáss- og Grenivíkursókn) — приходская церковь Лёйфаускиркья (исл. Laufáskirkja)[комментарий 14]
- приход Льоусаватна (исл. Ljósavatnssókn) — приходская церковь Льоусаватнскиркья (исл. Ljósavatnskirkja)[комментарий 14]
- приход Люндарбрекка (исл. Lundarbrekkusókn) — приходская церковь Люндарбреккюкиркья (исл. Lundarbrekkukirkja)[комментарий 14]
- приход Свальбардсейри(исл. Svalbarðssókn) — приходская церковь Свальбардскиркья (исл. Svalbarðskirkja)[комментарий 14]

пресвитерский округ Скутюстадира (исл. Skútustaðaprestakall)
- приход Рейкьяхлида (исл. Reykjahlíðarsókn) — приходская церковь Рейкьяхлидаркиркья (исл. Reykjahlíðarkirkja)[комментарий 14]
- приход Скутюстадира (исл. Skútustaðasókn) — приходская церковь Скутюстадакиркья (исл. Skútustaðakirkja)[комментарий 14]
- приход Видирхоудля (исл. Víðirhólssókn) — приходская церковь Видирхоульскиркья (исл. Víðirhólskirkja)[комментарий 14]

## Пробство Эйстюрланда

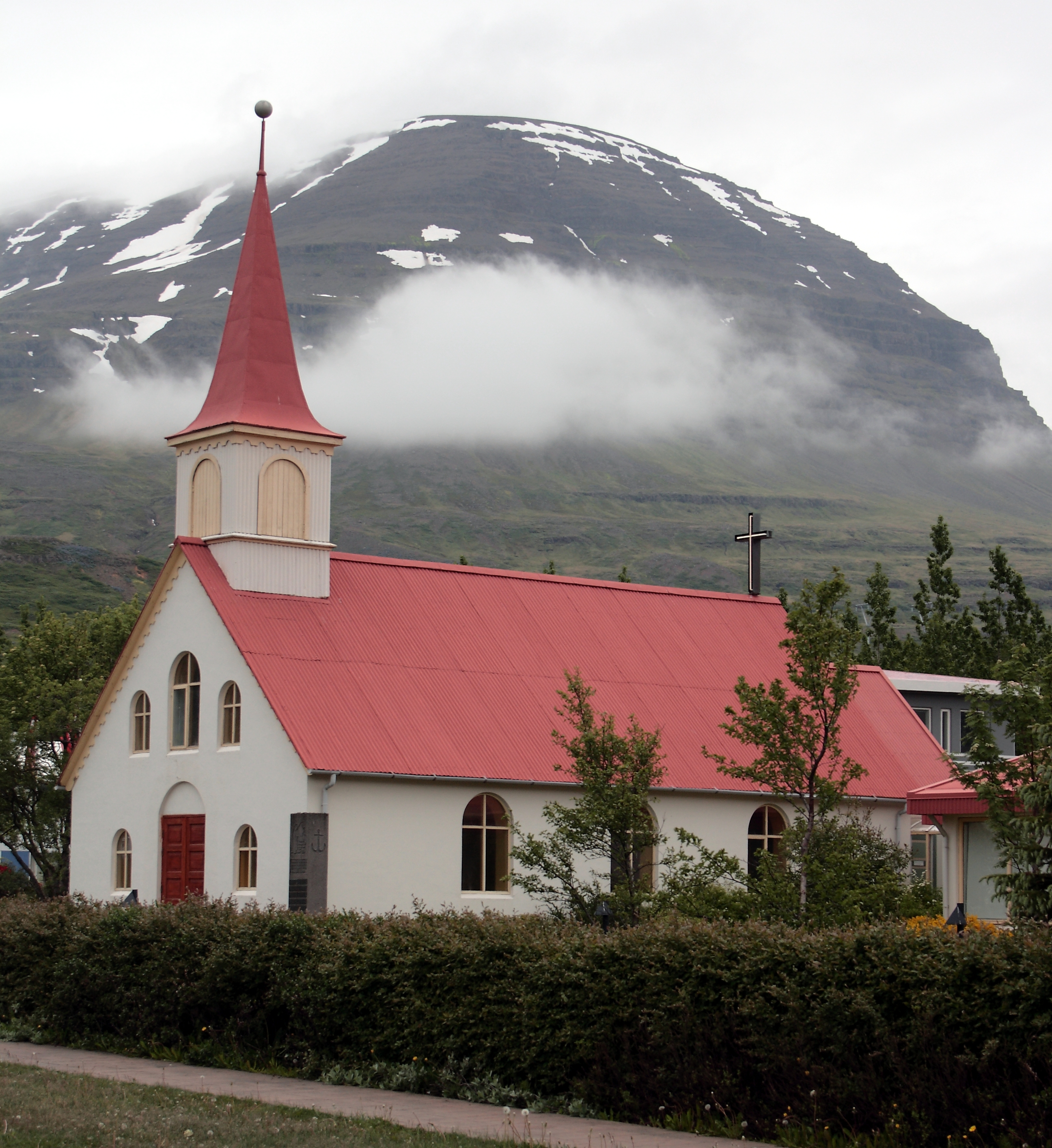
Рейдарфьярдаркиркья в Рейдарфьордюре

Кафедра пробста расположена в Сейдисфьярдаркиркье в Сейдисфьордюре. В пробстве Эйстюрланда (исл. Austurlandsprófastsdæmi) есть 3 пресвитерских округа и 28 приходов:
пресвитерский округ Эйильсстадира (исл. Egilsstaðaprestakall)
- приход Ауса (исл. Ássókn) — приходская церковь Аусскиркья (исл. Ásskirkja)[комментарий 15]
- приход Баккагерди (исл. Bakkagerðissókn) — приходская церковь Баккагердискиркья (исл. Bakkagerðiskirkja)[комментарий 15]
- приход Эйильсстадира (исл. Egilsstaðasókn) — приходская церковь Эйильсстадакиркья (исл. Egilsstaðakirkja)[комментарий 15]
- приход Эйди (исл. Eiðasókn) — приходская церковь Эйдакиркья (исл. Eiðakirkja)[комментарий 15]
- приход Эйриксстадир (исл. Eiríksstaðasókn) — приходская церковь Эйриксстадакиркья (исл. Eiríksstaðakirkja)[комментарий 15]
- приход Хьяльтастадюр (исл. Hjaltastaðarsókn) — приходская церковь Хьяльтастадаркиркья (исл. Hjaltastaðarkirkja)[комментарий 15]
- приход Хофтейгюр (исл. Hofteigssókn) — приходская церковь Хофтейгскиркья (исл. Hofteigskirkja)[комментарий 15]
- приход Киркьюбайяра (исл. Kirkjubæjarsókn) — приходская церковь Киркьюбайяркиркья (исл. Kirkjubæjarkirkja)[комментарий 15]
- приход Мёдрюдалюра (исл. Möðrudalssókn) — приходская церковь Мёдрюдальскиркья (исл. Möðrudalskirkja)[комментарий 15]
- приход Сейдисфьордюр (исл. Seyðisfjarðarsókn) — приходская церковь Сейдисфьярдаркиркья (исл. Seyðisfjarðarkirkja)[комментарий 15]
- приход Следбрьоутюра (исл. Sleðbrjótssókn) — приходская церковь Следбрьоутскиркья (исл. Sleðbrjótskirkja)[комментарий 16]
- приход Вадланеса (исл. Vallanessókn) — приходская церковь Вадланескиркья (исл. Vallaneskirkja)[комментарий 16]
- приход Вальтьоуфсстадюр (исл. Valþjófsstaðarsókn) — приходская церковь Вальтьоуфсстадаркиркья (исл. Valþjófsstaðarkirkja)[комментарий 16]
- приход Тингмули (исл. Þingmúlasókn) — приходская церковь Тингмулакиркья (исл. Þingmúlakirkja)[комментарий 16]

пресвитерский округ Хофа (исл. Hofsprestakall)
- приход Вопнафьордюра (исл. Vopnafjarðarsókn) — приходская церковь Вопнафьярдаркиркья (исл. Vopnafjarðarkirkja)[комментарий 15]
- приход Скеггьястадира (исл. Skeggjastaðasókn) — приходская церковь Скеггьястадакиркья (исл. Skeggjastaðakirkja)[комментарий 15]
- приход Хофа (исл. Hofssókn) — приходская церковь Хофскиркья (исл. Hofskirkja)[комментарий 15]

пресвитерский округ Эйстфирдира (исл. Austfjarðaprestakall)
- приход Берюнеса (исл. Berunessókn) — приходская церковь Берюнескиркья (исл. Beruneskirkja)[комментарий 16]
- приход Берю-фьорда (исл. Berufjarðarsókn) — приходская церковь Берюфьярдаркиркья (исл. Berufjarðarkirkja)[комментарий 16]
- приход Брекка (исл. Brekkusókn) — приходская церковь Мьоуафьярдаркиркья (исл. Mjóafjarðarkirkja)[комментарий 16]
- приход Дьюпивогюра (исл. Djúpavogssókn) — приходская церковь Дьюпавогскиркья (исл. Djúpavogskirkja)[комментарий 16]
- приход Эскифьордюра (исл. Eskifjarðarsókn) — приходская церковь Эскифьярдаркиркья (исл. Eskifjarðarkirkja)[комментарий 16]
- приход Хейдалира (исл. Heydalasókn) — приходская церковь Хейдалакиркья (исл. Heydalakirkja)[комментарий 16]
- приход Хофа (исл. Hofssókn) — приходская церковь Хофскиркья (исл. Hofskirkja)[комментарий 16]
- приход Кольфрейюстадюра (исл. Kolfreyjustaðarsókn) — приходская церковь Кольфрейюстадаркиркья (исл. Kolfreyjustaðarkirkja)[комментарий 16]
- приход Норд-фьорда (исл. Norðfjarðarsókn) — приходская церковь Нордфьярдаркиркья (исл. Norðfjarðarkirkja)[комментарий 16]
- приход Рейдарфьордюра (исл. Reyðarfjarðarsókn) — приходская церковь Рейдарфьярдаркиркья (исл. Reyðarfjarðarkirkja)[комментарий 16]
- приход Стёдва-фьорда (исл. Stöðvarfjarðarsókn) — приходская церковь Стёдварфьярдаркиркья (исл. Stöðvarfjarðarkirkja)[комментарий 16]

## Пробство Южное

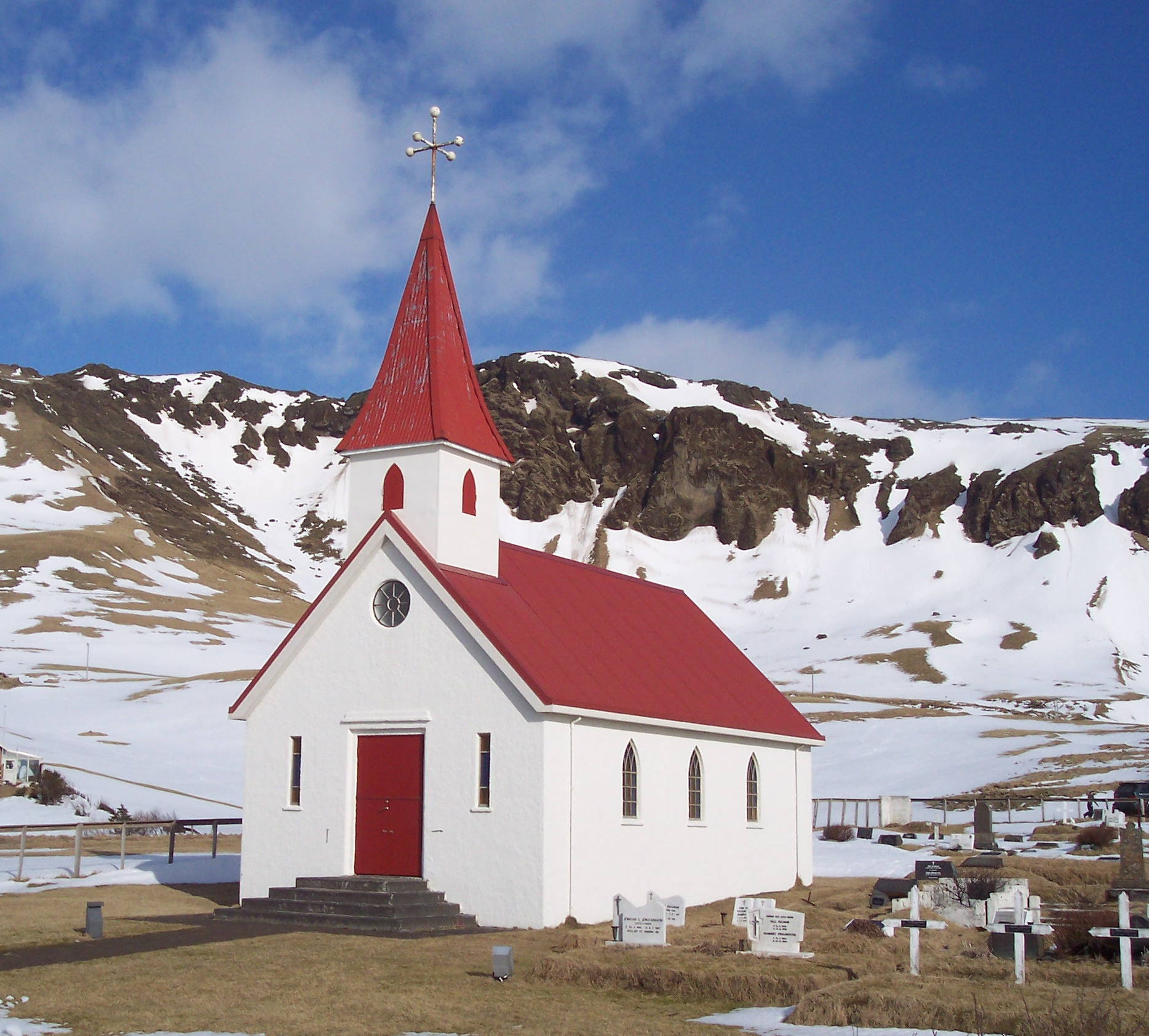
Рейнискиркья в Рейнисхверви

Кафедра пробста расположена в Хагакиркье в Хольте неподалёку от Хедлы. В Южном пробстве (исл. Suðurprófastsdæmi) есть 12 пресвитерских округов и 52 прихода:
пресвитерский округ Бьяднанеса (исл. Bjarnanesprestakall)
- приход Бьяднанеса (исл. Bjarnanessókn) — приходская церковь Бьяднанескиркья (исл. Bjarnaneskirkja)[комментарий 17]
- приход Бруннхоудля (исл. Brunnhólssókn) — приходская церковь Бруннхоульскиркья (исл. Brunnhólskirkja)[комментарий 17]
- приход Хёбна (исл. Hafnarsókn) — приходская церковь Хабнаркиркья (исл. Hafnarkirkja)[комментарий 17]
- приход Хофа (исл. Hofssókn) — приходская церковь Хофскиркья (исл. Hofskirkja)[комментарий 17]
- приход Каульвафельсстадюра (исл. Kálfafellsstaðarsókn) — приходская церковь Каульвафельсстадаркиркья (исл. Kálfafellsstaðarkirkja)[комментарий 17]

пресвитерский округ Киркьюбайярклёйстюра (исл. Kirkjubæjarklaustursprestakall)
- приход Грёфа (исл. Grafarsókn) — приходская церковь Граваркиркья (исл. Grafarkirkja)[комментарий 17]
- приход Лаунгхольта (исл. Langholtssókn) — приходская церковь Лаунгхольтскиркья (исл. Langholtskirkja)[комментарий 17]
- приход Престсбакки (исл. Prestsbakkasókn) — приходская церковь Престсбаккакиркья (исл. Prestbakkakirkja)[комментарий 17]
- приход Тиквабайярклёйстюра (исл. Þykkvabæjarklausturssókn) — приходская церковь Тиквабайярклёйстюрскиркья (исл. Þykkvabæjarklausturskirkja)[комментарий 17]

пресвитерский округ Вика (исл. Víkurprestakall)
- приход Аусоульфсскаула (исл. Ásólfsskálasókn) — приходская церковь Аусоульфсскаулакиркья (исл. Ásólfsskálakirkja)[комментарий 18]
- приход Эйвиндархоулара (исл. Eyvindarhólasókn) — приходская церковь Эйвиндархоулакиркья (исл. Eyvindarhólakirkja)[комментарий 18]
- приход Рейнира (исл. Reynissókn) — приходская церковь Рейнискиркья (исл. Reyniskirkja)[комментарий 18]
- приход Скейдфлёта (исл. Skeiðflatarsókn) — приходская церковь Скейдфлатаркиркья (исл. Skeiðflatarkirkja)[комментарий 18]
- приход Стоури-Далюра (исл. Stóra-Dalssókn) — приходская церковь Стоура-Дальскиркья (исл. Stóra-Dalskirkja)[комментарий 18]
- приход Вика (исл. Víkursókn) — приходская церковь Викюркиркья (исл. Víkurkirkja)[комментарий 18]

пресвитерский округ Брейдабоульсстадюра (исл. Breiðabólstaðarprestakall)
- приход Акюрейя (исл. Akureyjarsókn) — приходская церковь киркья (исл. Akureyjarkirkja)[комментарий 18]
- приход Брейдабоульсстадюра (исл. Breiðabólsstaðarsókn) — приходская церковь киркья (исл. Breiðabólsstaðarkirkja)[комментарий 18]
- приход Хлидаренди (исл. Hlíðarendasókn) — приходская церковь Хлидарендакиркья (исл. Hlíðarendakirkja)[комментарий 18]
- приход Кросса (исл. Krosssókn) — приходская церковь Кросскиркья (исл. Krosskirkja)[комментарий 18]
- приход Стоуроульфсхводля (исл. Stórólfshvolssókn) — приходская церковь Стоуроульфсхвольскиркья (исл. Stórólfshvolskirkja)[комментарий 18]

пресвитерский округ Фельсмулиа (исл. Fellsmúlaprestakall)
- приход Аурбайра (исл. Árbæjarsókn) — приходская церковь Аурбайяркиркья (исл. Árbæjarkirkja)[комментарий 18]
- приход Хайи (исл. Hagasókn) — приходская церковь Хагакиркья (исл. Hagakirkja)[комментарий 18]
- приход Каульфхольта (исл. Kálfholtssókn) — приходская церковь Каульфхольтскиркья (исл. Kálfholtskirkja)[комментарий 18]
- приход Майтейнстунга (исл. Marteinstungusókn) — приходская церковь Мартейстунгюкиркья (исл. Marteinstungukirkja)[комментарий 18]
- приход Скарда (исл. Skarðssókn) — приходская церковь Скардскиркья (исл. Skarðskirkja)[комментарий 18]

пресвитерский округ Одди (исл. Oddaprestakall)
- приход Кельдюра (исл. Keldnasókn) — приходская церковь киркья (исл. Keldnakirkja)[комментарий 18]
- приход Одди (исл. Oddasókn) — приходская церковь киркья (исл. Oddakirkja)[комментарий 18]
- приход Тиквабайра (исл. Þykkvabæjarsókn) — приходская церковь Хайбайяркиркья (исл. Hábæjarkirkja)[комментарий 18]

пресвитерский округ Вестманнаэйяра (исл. Vestmannaeyjaprestakall)
- приход Ованлейти (исл. Ofanleitissókn) — приходская церковь Ландакиркья (исл. Landakirkja)[комментарий 18]

пресвитерский округ Аурборга (исл. Árborgarprestakall)
- приход Эйрарбакки (исл. Eyrarbakkasókn) — приходская церковь Эйрарбаккакиркья (исл. Eyrarbakkakirkja)[комментарий 19]
- приход Гёйльверьябайра (исл. Gaulverjabæjarsókn) — приходская церковь Гёйльверьябайяркиркья (исл. Gaulverjabæjarkirkja)[комментарий 19]
- приход Хрёйнгерди (исл. Hraungerðissókn) — приходская церковь Хрёйнгердискиркья (исл. Hraungerðiskirkja)[комментарий 19]
- приход Лёйгардайлира (исл. Laugardælasókn) — приходская церковь Лёйгардайлакиркья (исл. Laugardælakirkja)[комментарий 19]
- приход Сельфосса (исл. Selfosssókn) — приходская церковь Сельфосскиркья (исл. Selfosskirkja)[комментарий 19]
- приход Стоксейри (исл. Stokkseyrarsókn) — приходская церковь Стоксейраркиркья (исл. Stokkseyrarkirkja)[комментарий 19]
- приход Видлингахольта (исл. Villingaholtssókn) — приходская церковь Видлингахольтскиркья (исл. Villingaholtskirkja)[комментарий 19]

пресвитерский округ Хрюни (исл. Hrunaprestakall)
- приход Хреппхоулар (исл. Hrepphólasókn) — приходская церковь Хреппхоулакиркья (исл. Hrepphólakirkja)[комментарий 19]
- приход Хрюни (исл. Hrunasókn) — приходская церковь Хрюнакиркья (исл. Hrunakirkja)[комментарий 19]
- приход Оулафсведлира (исл. Ólafsvallasókn) — приходская церковь Оулафсвадлакиркья (исл. Ólafsvallakirkja)[комментарий 19]
- приход Стоури-Нупюра(исл. Stóra-Núpssókn) — приходская церковь Стоура-Нупскиркья (исл. Stóra-Núpskirkja)[комментарий 19]

пресвитерский округ Хверагерди (исл. Hveragerðisprestakall)
- приход Хверагерди (исл. Hveragerðissókn) — приходская церковь Хверагердискиркья (исл. Hveragerðiskirkja)[комментарий 19]
- приход Котстрёнда (исл. Kotstrandarsókn) — приходская церковь Котстрандаркиркья (исл. Kotstrandarkirkja)[комментарий 19]

пресвитерский округ Торлауксхёбна (исл. Þorlákshafnarprestakall)
- приход Торлаукса и Хьядла (исл. Þorláks- og Hjallasókn) — приходская церковь Торлаукскиркья (исл. Þorlákskirkja)[комментарий 19]
- приход Стрёнда (исл. Strandarsókn) — приходская церковь Страндаркиркья (исл. Strandarkirkja)[комментарий 19]

пресвитерский округ Скаульхольта (исл. Skálholtsprestakall)
- приход Брайдратунга (исл. Bræðratungusókn) — приходская церковь Брайдратунгюкиркья (исл. Bræðratungukirkja)[комментарий 19]
- приход Хёйкадалюра (исл. Haukadalssókn) — приходская церковь Хёйкадальскиркья (исл. Haukadalskirkja)[комментарий 19]
- приход Миддалюра (исл. Miðdalssókn) — приходская церковь Миддальскиркья (исл. Miðdalskirkja)[комментарий 19]
- приход Мосфедля (исл. Mosfellssókn) — приходская церковь Мосфедльскиркья (исл. Mosfellskirkja)[комментарий 19]
- приход Скаульхольта (исл. Skálholtssókn) — приходская церковь киркья (исл. Skálholtskirkja)[комментарий 19]
- приход Торвастадида (исл. Torfastaðasókn) — приходская церковь Торвастадакиркья (исл. Torfastaðakirkja)[комментарий 19]
- приход Ульфльоутсватна (исл. Úlfljótsvatnssókn) — приходская церковь Ульфльоутсватнскиркья (исл. Úlfljótsvatnskirkja)[комментарий 19]
- приход Тингведлир (исл. Þingvallasókn) — приходская церковь Тингвадлакиркья (исл. Þingvallakirkja)[комментарий 19]